# Protophoxus australis
Protophoxus australis är en kräftdjursart som beskrevs av Barnard 1930. Protophoxus australis ingår i släktet Protophoxus och familjen Phoxocephalidae. Inga underarter finns listade i Catalogue of Life.